# Boddum
Boddum er en lille landsby i Thy og ligger 50 kilometer nord for Holstebro og 30 kilometer syd for Thisted. Landsbyen ligger i Thisted Kommune midt på en østvendt halvø, også kaldet Boddum, som går ud i Limfjorden, nord for Thyholm. Boddum hører til Region Nordjylland. Landsbyen har tidligere haft en skole, der nu er blevet til en daginstitution, "Boddumhus".

## Etymologi
Boddum har efterleddet -um (heim) i betydningen hjemsted.

## Historie
Boddum landsby bestod i 1682 af 34 gårde og 8 huse med jord. Det samlede dyrkede areal udgjorde 794,7 tønder land skyldsat til 169,98 tønder hartkorn. Boddum Kirke lå for sig selv ca. 500 m nord for landsbyen.
Ifølge en opgørelse fra 1803 bestod Boddum af 29 gårde, 3 udflyttede og 15 huse.
I landsbyen lå præstegård, smedje og skole. I det 20. århundrede oprettedes et forsamlingshus og et vandværk. Nogen egentlig byudvikling er dog aldrig fundet sted.